# Іскра Іван Іванович
Іва́н Іва́нович І́скра (? — 14 липня 1708) — український військовий і політичний діяч Війська Запорозького. Полтавський осавул (1683–1696), полковник (1696–1700), знатний військовий товариш (1700–1708). Противник гетьмана Івана Мазепи, один із лідерів опозиційного блоку, учасник антигетьманської змови. 1707 року разом із генеральним суддеєю Василем Кочубеєм відправив цареві Петру І донос на гетьмана. Через недовіру царя, переданий у руки Мазепи. Страчений із Кочубеєм в селі Борщагівка за Білою Церквою. Після поразки Мазепи реабілітований московською владою, 17 липня 1708 року перепохований біля Трапезної церкви Києво-Печерської лаври.

## Біографія

### Походження
Іван Іскра походив з козацького роду Іскор гербу Копач. Його батько — Іван Якович Іскра — був одним із перших полтавських полковників в часи Хмельниччини; цей старшина промосковської орієнтації виступав проти політики гетьмана Івана Виговського, писав на нього доноси у Москву, брав участь у антигетьманських повстаннях й 1659 року загинув у боротьбі з гетьманцями під Пісками. Згідно з родовим переказом, Іван був онуком кошового отамана Якова Острянина, провідника антиурядового повстання 1638 року в Речі Посполитій й організатора промосковських чугуївських козаків.

### Полковник
Від 1678 року Іван Іскра згадується як козак Полтавського полку. Близько 1683 року, за гетьманування Івана Самойловича, він став полковим осавулом, а 1696 року, за урядування Мазепи, був призначений на посаду полтавського полковника,.
Іскра брав участь у московсько-турецькій війні 1686–1700 років, зокрема, у Таванській відсічі 1697 року.
У першій половині 1700 року Іскра очолював 3 тисячний козацький корпус, надісланий до Лівонії на допомогу польському королю Августу II.
1700 року гетьман Іван Мазепа зняв його з посади через зносини із татарами:

| ...с татары ссылатца было почал, и татар имел и принимал в присылках, у которых татар и письмо нашли писанное от него некоторому аге, о чем старшина полковая и иное знатное товариство свидетельство чинили что и подарки посылал, которые преступления помянутая старшина доносила господину гетману, не хотя иметь его полковником |
Опісля знатний військовий товариш (1700—1708).

### Змова
1707 року опозиційне до гетьмана угруповування вирішило використати проти нього перевірений засіб, котрий свого часу застосовували Самойлович та І. Мазепа — наклеп до царя. Восени разом з В. Кочубеєм передали лист-донос на діючого чільника Війська Запорозького до царської канцелярії, в листі повідомлялось про таємні переговори гетьмана з польським королем Станіславом Лещинським і шведським королем Карлом ХІІ. Петро І не повірив їх повідомленню. Дізнавшись про своє хитке становище Іскра збирався втекти до Московії та був схоплений поблизу Червоного кута.

### Страта. Реабілітація
Після арешту Іскру разом із Кочубеєм відправили на допити в місто Вітебськ. Їх звинувачували у наклепі й зраді гетьмана. Допитами керували московити Шафіров і Головкін. Під тортурами Іскра й Кочубей зізналися, що обмовляли Мазепу з особистих мотивів. Їх визнали наклепниками і засудили до смертної кари. Для виконання вироку обох передали гетьману.
У селі Борщагівка біля Білої Церкви гетьманський уряд провів повторний допит засуджених. Ним керував Пилип Орлик. 14 липня 1708 року Івана Іскру й Василя Кочубея стратили на смерть. Дім Іскри у Полтаві було зруйновано.
Після того як гетьман Іван Мазепа перейшов на бік шведів, а донос Іскри та Кочубея виявився правдивим, московський уряд реабілітував страчених. Петро І повернув їхнім родинам конфісковані маєтки й додав нові землеволодіння. Проте в результаті смерті вдови Іскри та її бездітного сина, усе нерухоме майно покійного Івана перейшло до сім'ї Кочубеїв.
Після реабілітації Івана Іскру перепоховали у Києво-Печерському лаврі, біля Трапезної церкви.

## Вшанування

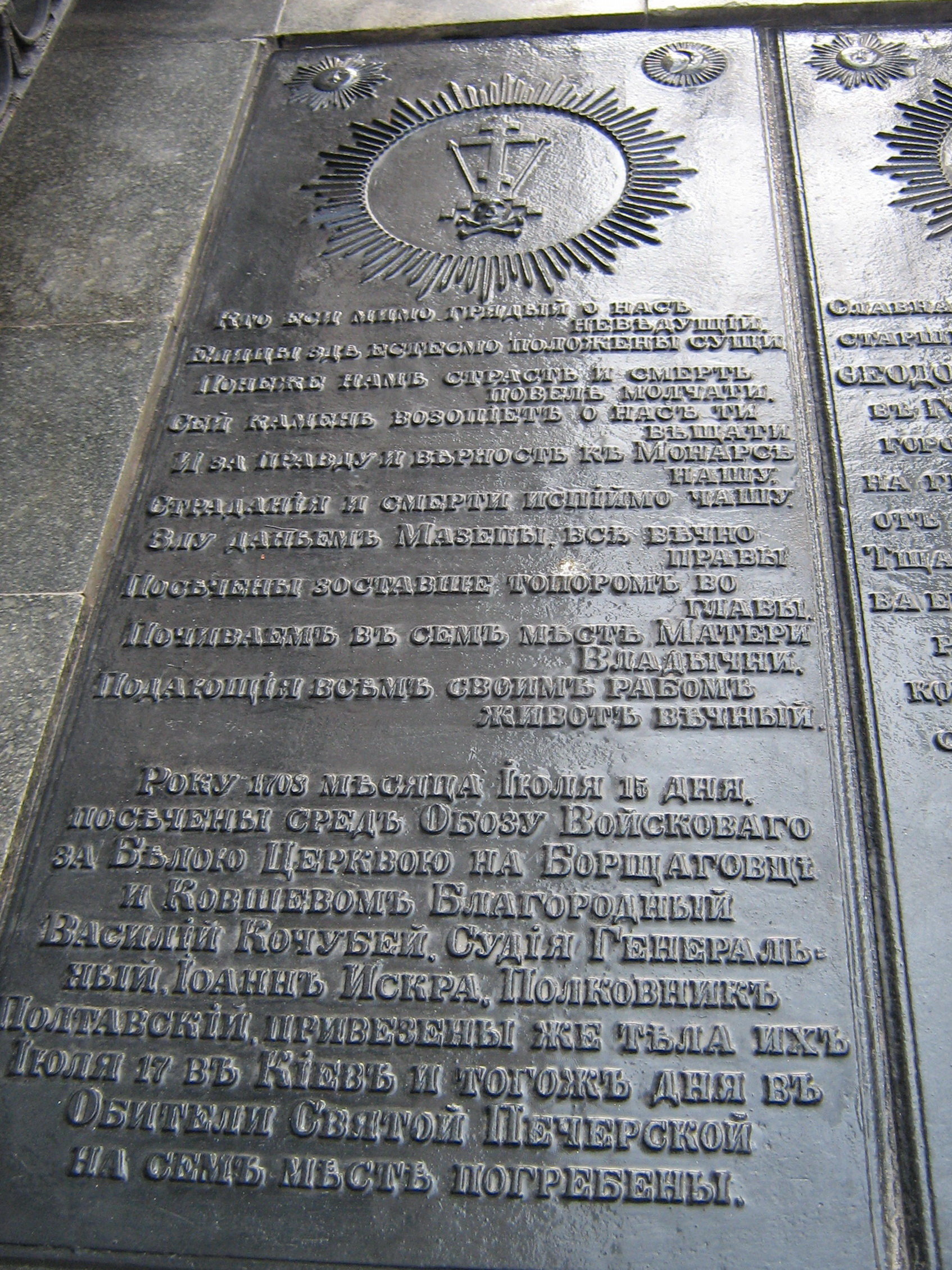
Надгробок поблизу Трапезної церкви.

В Російській імперії донос Іскри і Кочубея сприймався як подвиг, вияв вірності царю й вітчизні. Самі донощики вважалися «мучениками» за російську справу. Їх намагалися увіковічнити в пам'ятниках на теренах України.
Так, після перепоховання Іскри й Кочубея біля Трапезної церкви Києво-Печерської лаври була встановлена пам'ятна плита, на якій зазначалося, що обидва козака загинули за «правду і вірність монарху» російському.
1908 року у Борщагівці імперська влада встановила пам'ятний обеліск з нагоди 200-річчя страти Іскри і Кочубея. Цей пам'ятник пережив імперську та радянську епоху, й досі стоїть на території села.
1914 року, з нагоди 200-річчя Полтавської битви, представники російської влади, російських націоналістичних організацій та Російської православної церкви встановили у Києві пам'ятник Іскрі та Кочубею. 1918 року його знесли сили Української Народної Республіки. Від пам'ятника зберігся постамент, на якому 1923 року більшовики встановили власний символ — пам'ятник робітникам заводу Арсенал, що боролися проти українського визвольного руху. Цей пам'ятник також досі стоїть в українській столиці.

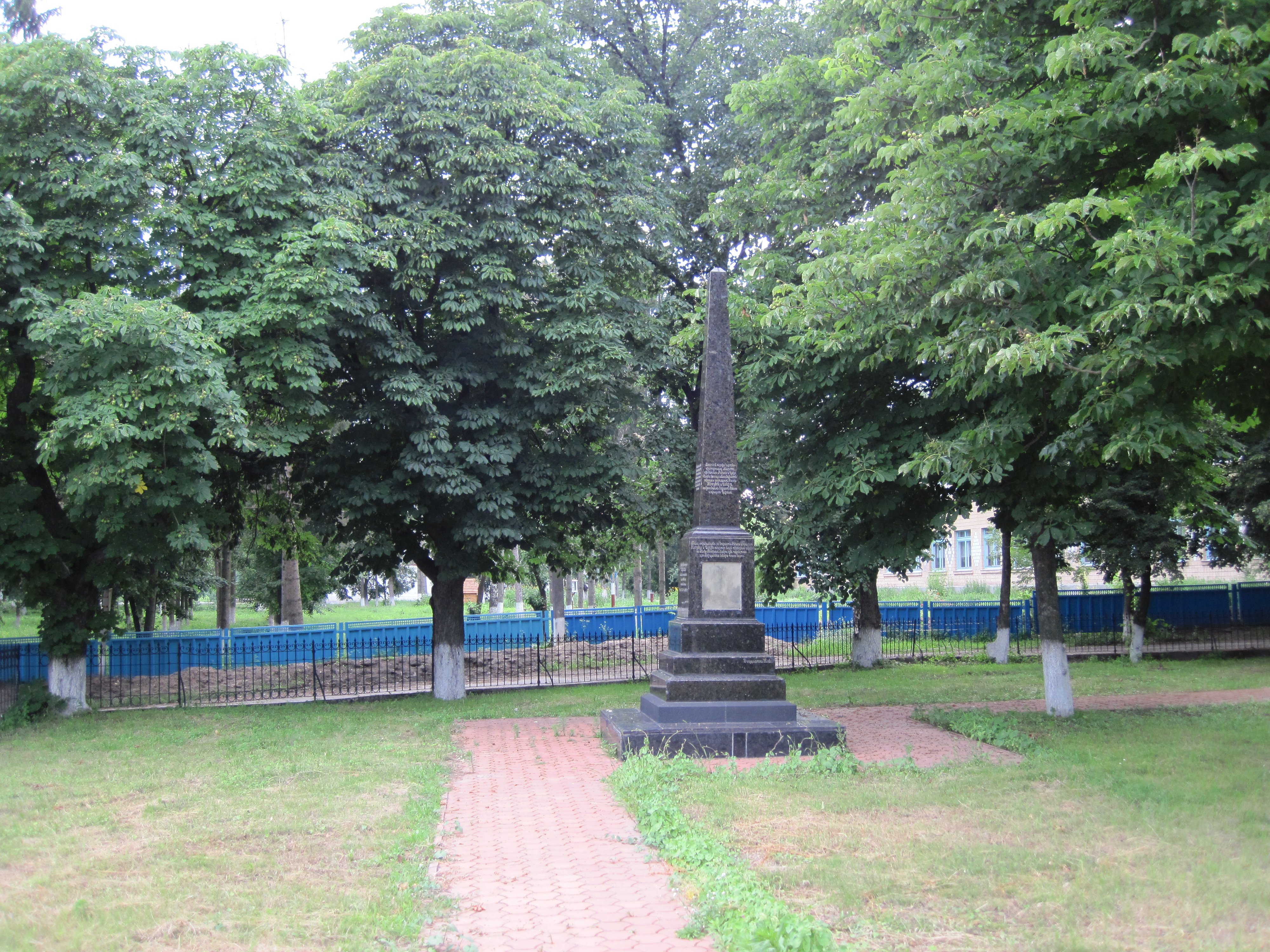
Борщагівський пам'ятник (2013)
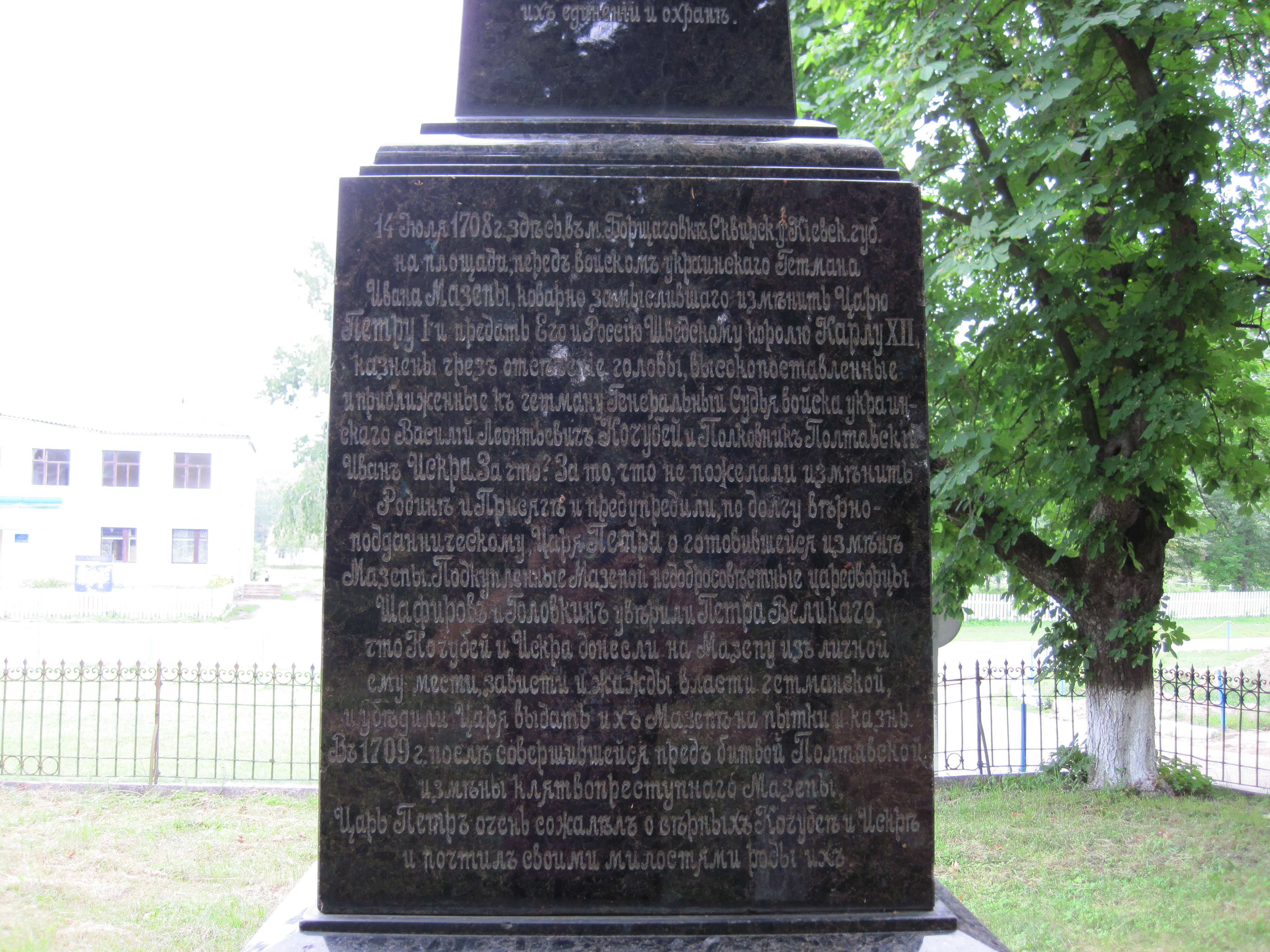
Борщагівський пам'ятник (2013)
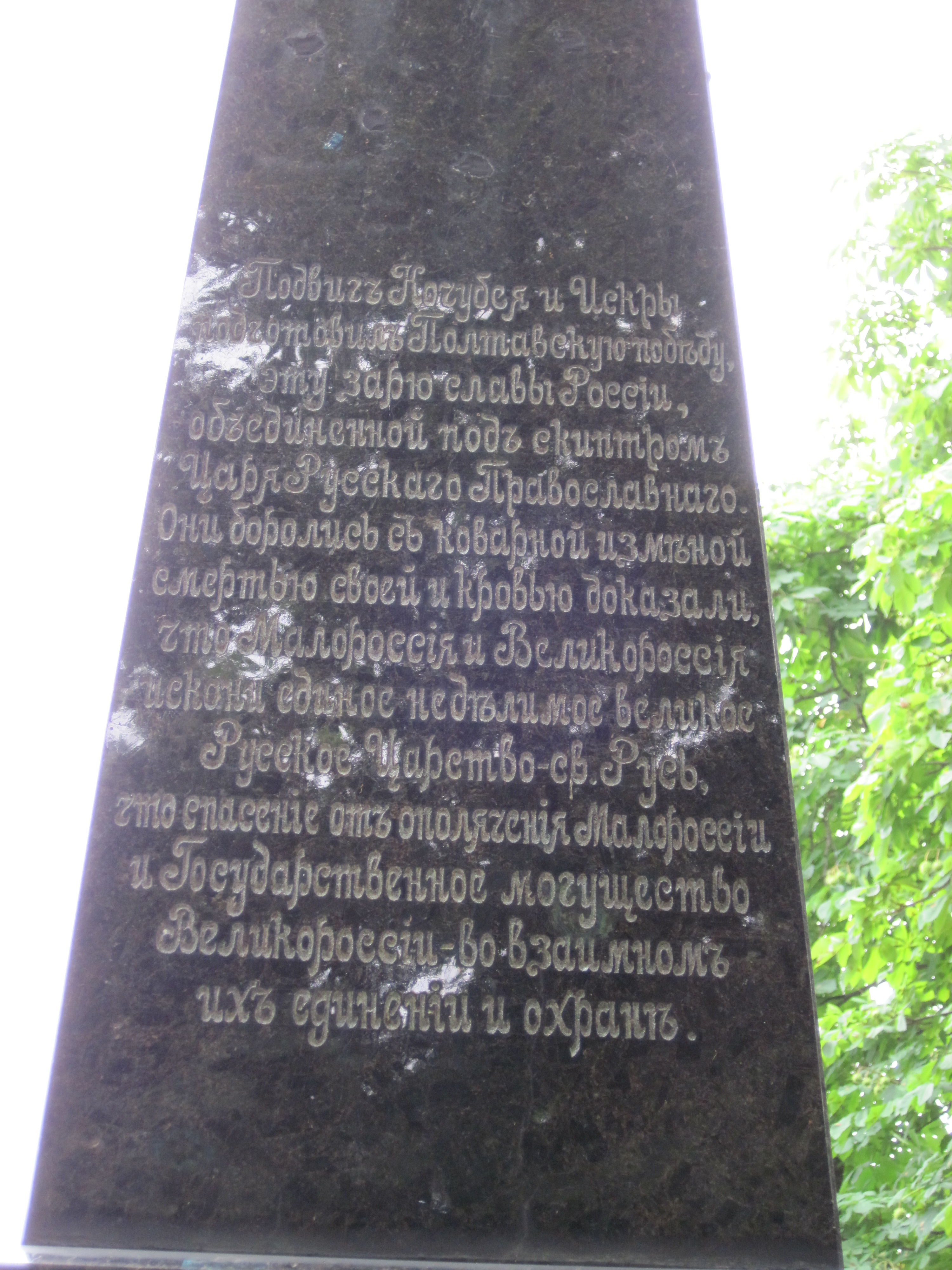
Борщагівський пам'ятник (2013)
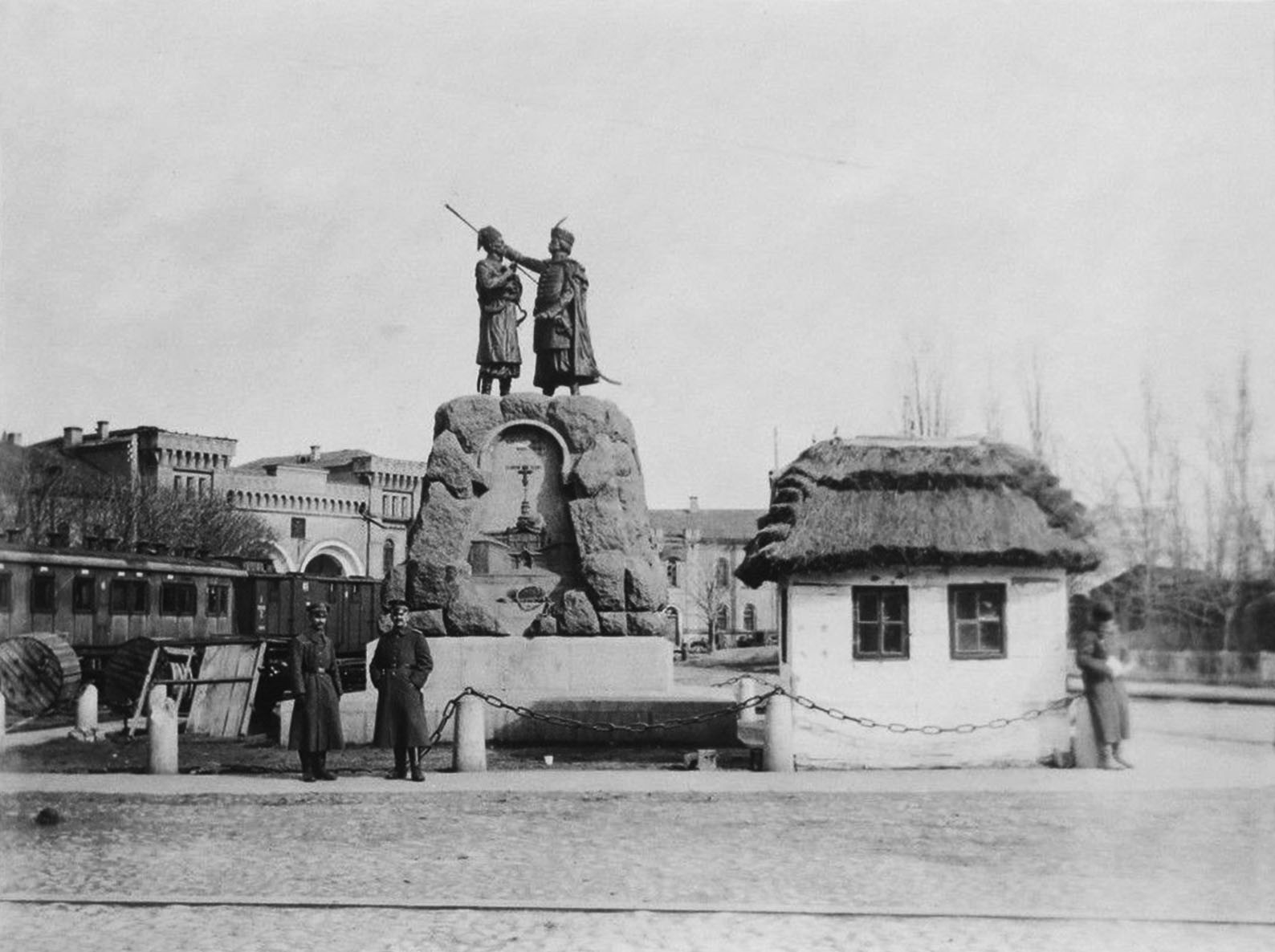
Київський пам'ятник (1918)
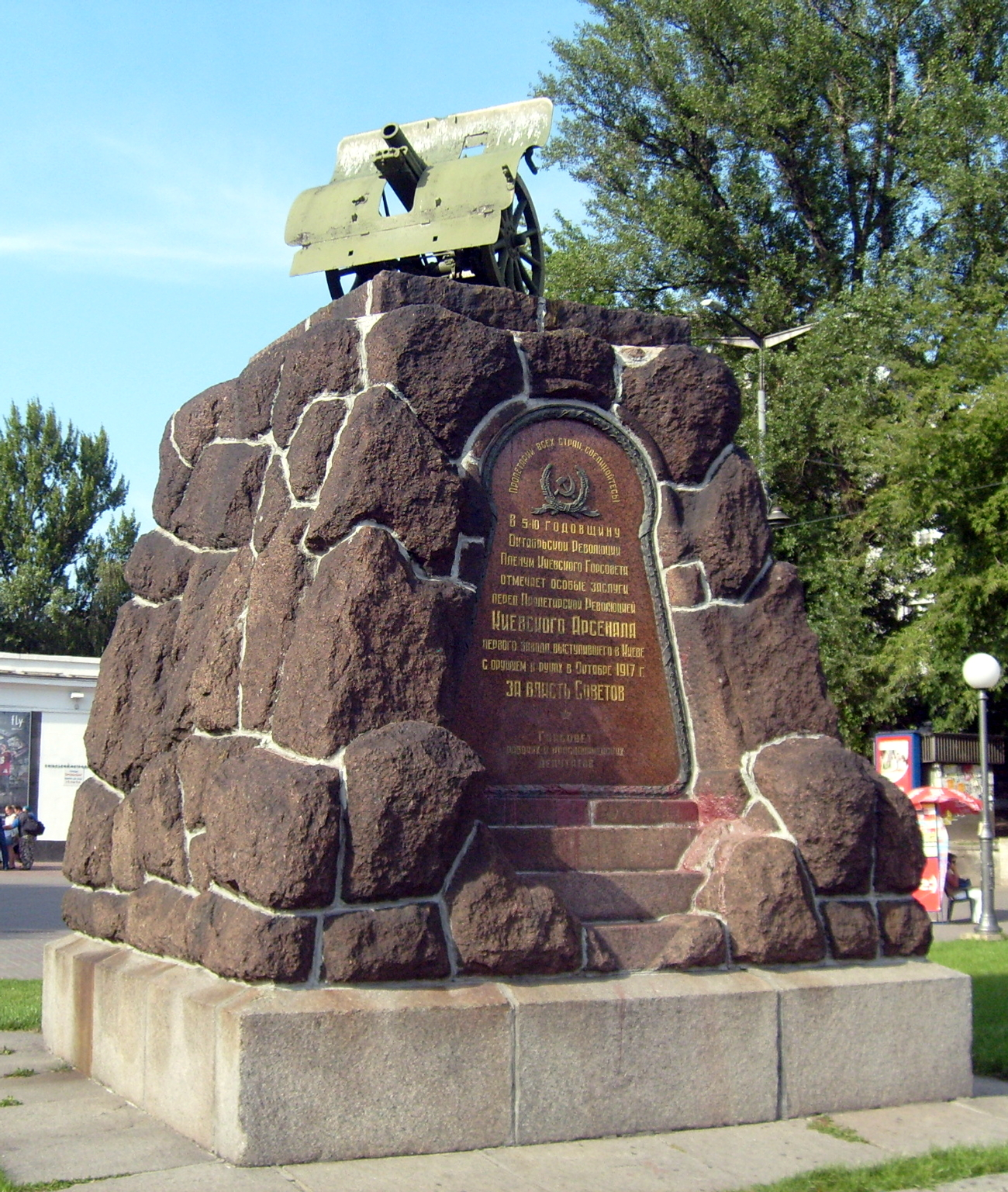
Київський пам'ятник (2008)

## Родина
- Дід: Яків Острянин (? — 1641) — козацький отаман, керівник повстання Острянина 1638 року.
- Батько: Іван Іскра (? — 1659) — полтавський полковник; противник гетьмана Івана Виговського, учасник антигетьманських виступів дейнеків, повстання Пушкаря і Барабаша. Загинув під Пісками.
- Дружина: Параска Жученко — донька полтавського полковника Федора Жученка.
- Син: Йосип Іскра — помер бездітним до 1715 року.

Після смерті Івана Іскри та його сина Йосипа ця гілка роду Іскор перервалася. Пізніші представники Іскор вели виводили родовід від Захара Іскри.